# ان‌جی‌سی ۴۵۶۵
ان‌جی‌سی ۴۵۶۵(به انگلیسی: NGC 4565) یک کهکشان مارپیچی بدون میله در فاصله ۵۳ میلیون سال نوری در صورت فلکی گیسو است.